# Atympanum nigrofasciatum
Atympanum nigrofasciatum är en insektsart som beskrevs av Yin, X.-c. 1984. Atympanum nigrofasciatum ingår i släktet Atympanum och familjen gräshoppor. Inga underarter finns listade i Catalogue of Life.